# متنزه سرنكتي الوطني

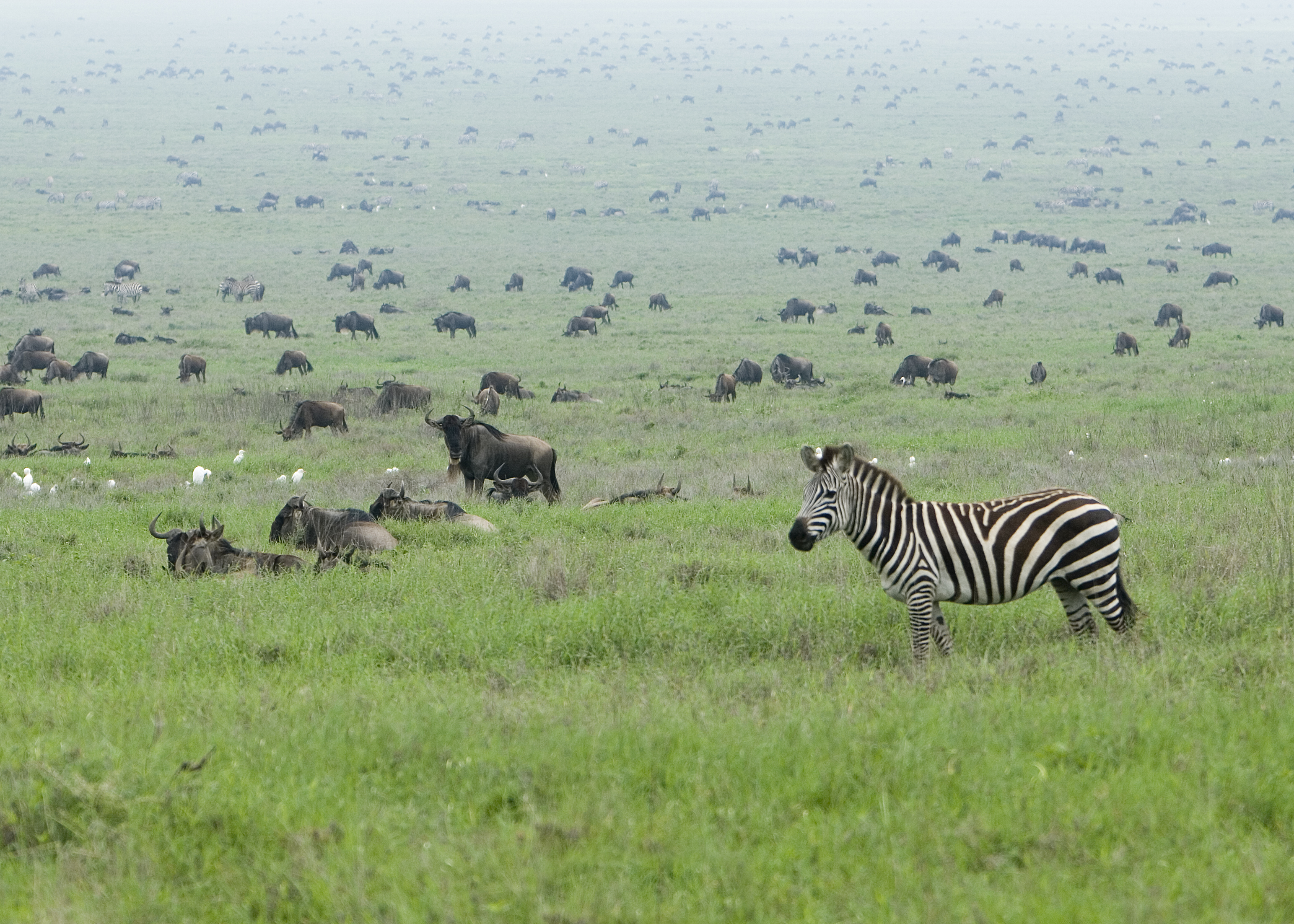
حمار وحشي في متنزه سرنكتي الوطني

خريطة لتنزانيا تظهر كل المتنزهات الوطنية

يعد متنزه سرنكتي الوطني متنزهاً وطنياً ضخمًا في منطقة سرنكتي في أروشا في تنزانيا. وهو يشتهر بشدة بالهجرة السنوية لما يزيد عن مليون ونصف المليون من حيوانات النو ذات اللحية البيضاء (أو الرمادية المخططة) و250 ألف حمار الزرد. ويُنظر إلى متنزه سرنكتي الوطني بشكل كبير على أنه أفضل محمية للحياة البرية في أفريقيا بسبب كثافة الحيوانات المفترسة والفرائس به.

## معلومات تاريخية
كان شعب الماساي (Maasai) يقومون برعي أغنامهم في السهول المفتوحة والتي كانوا يعتبرونها على أنها «سهول لا نهاية لها» لمدة 200 عام عندما قام المستكشفون الأوائل بزيارة المنطقة.
وكلمة سرنكتي هي كلمة قريبة للكلمة التي كانت تستخدمها شعوب الماساي لوصف المنطقة.
وقد وصل الجغرافي والمستكشف الألماني الدكتور أوسكار باومان (Oscar Baumann) إلى المنطقة في عام 1892. وقد قام باومان بقتل ثلاثة حيوانات وحيد القرن أثناء إقامته في منطقة نجورو نجورو (Ngorongoro).
وقد قام أول بريطاني يزور سرنكتي، وهو استيوارت إيدوارد وايت (Stewart Edward White)، بتسجيل استكشافاته في شمال سرنكتي في عام 1913. وقد عام استيورات إلى سرنكتي في العشرينيات من القرن العشرين، وأقام معسكرًا في منطقة حول سيرونيرا (Seronera) لمدة ثلاثة أشهر. وخلال تلك الفترة، قتل هو ورفاقه 50 أسدًا.
ونظرًا لأن صيد الأسود جعلها نادرة للغاية، قرر البريطانيون عمل محمية جزئية للطرائد مساحتها 800 أكر (3.2 كـم2) في المنطقة عام 1921 ثم قاموا بعمل محمية كاملة لها في عام 1929. وقد أصبحت تلك الإجراءات بمثابة الأساس لمتنزه سرنكتي الوطني،
 الذي تأسس في عام 1951. وقد حصل متنزه سرنكتي على المزيد من الشهرة بعد الأعمال المبدئية التي قام بها بيرنهارد جيرزيميك (Bernhard Grzimek) وابنه مايكل في الخمسينيات من القرن العشرين. فمعًا، قاما بإنتاج الكتاب والفيلم متنزه سرنكتي لن يموت (Serengeti Shall Not Die)، والمعروف بشكل عام على أنه أهم الوثائق المبكرة الصادرة بخصوص الحفاظ على الطبيعة وحمايتها.
وكجزء من إنشاء المتنزه، وبهدف حماية الحياة البرية والحفاظ عليها، تم نقل شعب الماساي المقيم في المنطقة إلى مرتفعات نجورو نجورو. وما زال هناك الكثير من الجدل المثار حول هذه النقلة، مع وجود ادعاءات بالإكراه والخداع من جانب السلطات الاستعمارية.
يعد متنزه سرنكتي هو أقدم متنزه وطني في تنزانيا ويبقى بمثابة الرائد في صناعة السياحة في تنزانيا، حيث إنه يوفر مصدرًا كبيرًا للجذب إلى «دائرة السفاري الشمالية»، التي تشتمل على المتنزهات الوطنية التالية: بحيرة مانيارا، وتارانجير وآروشا، بالإضافة إلى منطقة محمية نجورو نجورو

## الجغرافيا
ويغطي المتنزه مساحة 14,763 كـم2 (5,700 ميل2) من سهول المراعي والسافانا، بالإضافة إلى الغابات النهرية والغابات الحرشية. ويقع المتنزه في شمال الدولة، حيث يحده من الشمال الحدود الوطنية بين تنزانيا وكينيا، حيث يستمر مع محمية ماساي مارا الوطنية. وإلى الجنوب الشرقي من المتنزه، تأتي منطقة محمية نجورو نجورو، وإلى الجنوب الغربي منه يقع محمية ماسوا (Maswa) الطبيعية، وعلى الحدود الغربية منه تأتي إيكورونجو ومحميات جرومتي (Grumeti) للطرائد، وإلى الشمال الشرقي منه تأتي منطقة لوليوندو (Loliondo) للتحكم في الطرائد. وبشكل إجمالي، تمثل هذه المناطق نظام سرنكتي البيئي.
وتحظر إقامة البشر في المتنزه الوطني باستثناء موظفي TANAPA، والباحثين وموظفي جمعية فرانكفورت للحيوان، بالإضافة إلى موظفي النزل والفنادق المختلفة. والمستوطنة الرئيسية هي سيرونيرا، والتي تأوي أغلبية موظفي الأبحاث والمقر الرئيسي للمتنزه، بما في ذلك مهبط الطائرات الرئيسي.
وغالبًا ما يتم وصف المتنزه على أنه مقسم إلى ثلاث مناطق:
- سهول سرنكتي: تعد المراعي اللانهائية والتي لا تحتوي على أي أشجار تقريبًا في الجنوب هي المشهد الأكثر رمزية في المتنزه. وهذا المكان هو الذي يشهد تربية ثور النو، حيث إنها تبقي في السهول من ديسمبر إلى مايو. كما تظهر الحيوانات الأخرى ذات الأظلاف، مثل الحيوان الوحشي والغزلان والظبيان، والثيتل، والتوبي، والجاموس وظبي الماء- بأرقام ضخمة كذلك أثناء موسم الأمطار. تعد التلال الصغيرة بمثابة تكوينات من الجرانيت تشيع للغاية في المنطقة، وهي تعد مواقع مراقبة رائعة للحيوانات المفترسة، كما أنها تعد ملجأً لأرانب الصخور والثعابين.
- الممر الغربي: تغطي تربة «القطن الأسود» (التي هي في الواقع عبارة عن طين أسود) سافانا المستنقعات في هذه المنطقة. يعد نهر جرومتي مقرًا لتماسيح النيل وقرد كولوبوس وصقر مارشال (martial). وتمتد فترة الهجرة من مايو وحتى يوليو.
- سرنكتي الشمالية: تهيمن الغابات الحرشية المفتوحة على المشهد (في الغالب كوميفورا (Commiphora)) والتلال، التي توجد بين سيرونيرا في الجنوب إلى نهر مارا على الحدود مع كينيا. وبغض النظر عن حيوانات ثور النو والحمار الوحشي المهاجرة (والتي تهاجر من يوليو إلى أغسطس، وفي نوفمبر)، تعد سافانا الأدغال هي أفضل مكان للعثور على الأفيال والزراف والديك ديك.

## الحياة البرية
بالإضافة إلى هجرة الحيوانات ذات الحوافر، يشتهر المتنزه بتوفر عدد كبير متميز من حيوانات الحياة البرية الأخرى التي تقيم به، خصوصًا "محمية الطرائد الخماسية"، والتي سميت بهذا الاسم بسبب أثمن خمس بطولات حصل عليها الصيادون:
- الأسود: يُعتقد أن متنزه سرنكتي يضم أكبر عدد من الأسود في إفريقيا، ومن أسباب ذلك كثرة الفرائس. وحاليًا، يوجد أكثر من 3000 أسد يعيشون في هذا النظام البيئي.
- الفهد الإفريقي: غالبًا ما تظهر هذه الحيوانات المفترسة في منطقة سيورنيرا إلا أنها موجودة في مختلف أرجاء المتنزه الوطني ويصل عددها حاليًا إلى 100 فهد.
- الفيل الإفريقي: في الفترة الحالية، تسترد القطعان أعداها بعد انخفاض في تلك الأعداد وقع في الثمانينيات من القرن العشرين والذي نجم عن الصيد بدون إذن، وهي موجودة بشكل كبير في المناطق الشمالية من المتنزه.
- وحيد القرن الأسود: يوجد بشكل أساسي حول التلال الصغيرة في منتصف المتنزه، ولم يبق إلا عدد قليل للغاية من تلك الحيوانات بسبب تفشي الصيد بدون إذن. وتعبر أفراد من محمية ماساي مارا الطبيعية حدود المتنزه وتدخل إلى سرنكتي من القسم الشمالي في بعض الأوقات.
- الجاموس الإفريقي: مازالت متوفرة بكثرة، إلا أن أعدادها قد قلت إلى حد ما بسبب الأمراض.

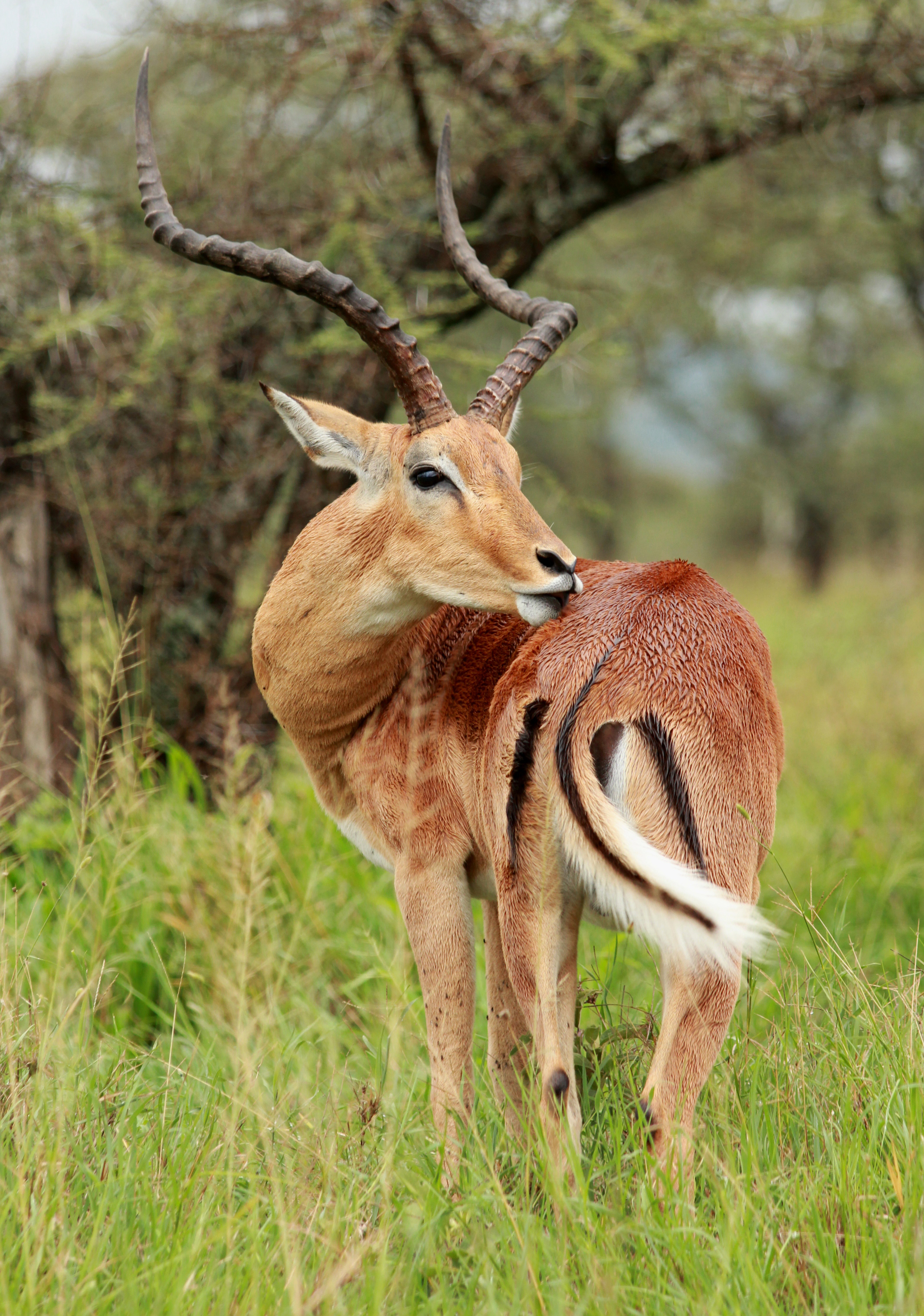
ظبي في المتنزه في مارس عام 2011

كما يدعم المتنزه كذلك العديد من الأجناس الأخرى، بما في ذلك الفهد الصياد وغزال تومسون (Thomson) وغرانت (Grant)، والتوبي والإيلاند وظبي الماء والضبع والبابون والظبي والكلب البري الإفريقي والزراف. كما أن المتنزه كذلك يفخر بامتلاكه حوالي 500 نوع من أنواع الطيور، بما في ذلك النعام والطائر الكاتب وحباري كوري والكركي ذي التاج واللقلق أبو سعن وصقر مارشال وطيور الحب والعديد من أنواع النسور.

## الإدارة والحماية
بسبب التنوع الحيوي والأهمية البيئية للمنطقة، تم إدراج المتنزه ضمن قوائم اليونسكو على أنها واحدة من مواقع التراث العالمي. وتعد الجهة الإدارية التي تتبعها كل المتنزهات في تنزانيا هي إدارة المتنزهات القومية في تنزانيا (TANAPA). كما تم الإعلان عن أن المتنزه القومي كذلك هو منطقة محمية من الفئة الثانية لدى الاتحاد الدولي لحماية الطبيعة (IUCN)، والتي تعني أنه يجب إدارتها، سواء من خلال وثيقة قانونية من من خلال أي وسيلة فعالة أخرى من أجل حماية النظام البيئي أو العمليات البيئية بشكل عام.
وقد كان ميليس تيرنر (Myles Turner) واحدًا من أول القيمين على محمية الطرائد، ويعزى إليه إنشاء تحصينات تحمي من الصيد بدون إذن. وتوفر سيرته الذاتية أعوامي في سرنكتي (My Serengeti Years): ذكريات قيم على محمية طرائد إفريقية (the Memoirs of an African Game Warden) معلومات تاريخية مفصلة حول السنوات الأولى لمتنزه سرنكتي الوطني.

## الطريق السريع المقترح، والجدال حول الطريق، وإلغاء الخطة
في نهايات عام 2010، اقترح رئيس تنزانيا جاكايا كيكويت (Jakaya Kikwete) بناء طريق جديد عبر متنزه سرنكتي الوطني. وفي حين أنه قال أن هذا الطريق سوف يؤدي إلى إجراء تطويرات ضرورية للغاية في المجتمعات الفقيرة، فإن الآخرين، بمن فيهم مجموعات حماية البيئة والحكومات الأجنبية، مثل حكومة كينيا، يقولون أن الطريق يمكن أن يؤدي إلى إتلاف عملية الهجرة الضخمة والنظام البيئي في سرنكتي بشكل لا يمكن إصلاحها معه. ويُعتقد أن الرئيس يحاول عمل هذا الطريق من أجل تحقيق مصالح خاصة به تتعلق بالانتخابات القادمة، رغم أنه يدري أن ذلك سوف يؤدي إلى إتلاف الحياة البرية الضخمة في النظام البيئي في سرنكتي.

وخلال أواخر يونيو من عام 2011، قررت الحكومة إلغاء فكرة إنشاء الطريق من موسوما (Musoma) وآروشا (Arusha) والذي يعبر سرنكتي بسبب الاحتجاج الدولي ضد تلك الخطط.

## صور إضافية

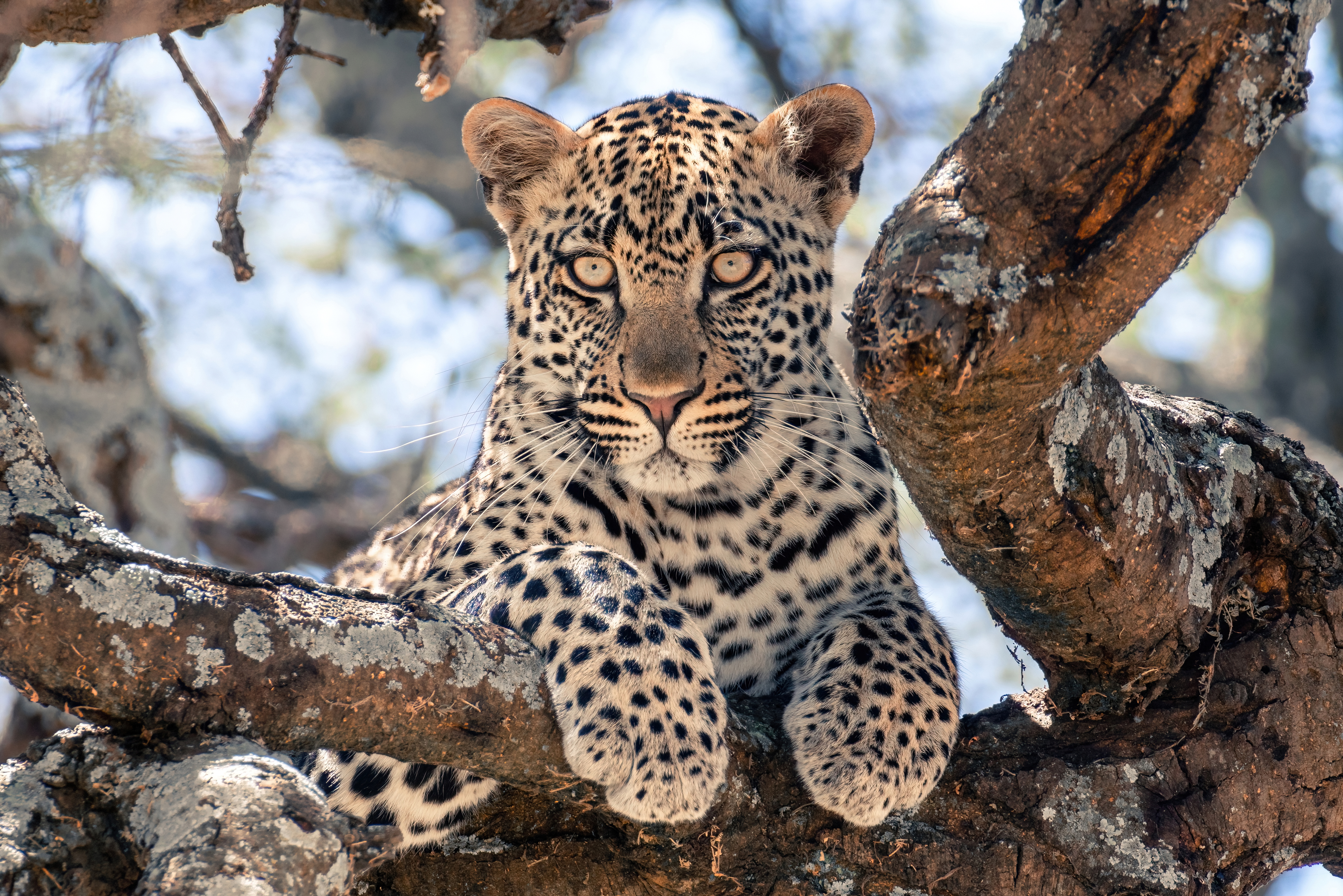
نمرٌ بريٌ (Panthera pardus) جاثمٌ فوق شجرةٍ في متنزه سرنكتي الوطني بتنزانيا